# 安迪·米伦
安德魯·"安迪"·法蘭·美倫（Andrew "Andy" Frank Millen，1965年6月10日—）出生於格拉斯哥，是一名蘇格蘭退役職業足球運動員，司職後衛，現時擔任聖美倫的助理領隊。在他漫長的職業生涯中，曾先後效力聖莊士東、艾洛亞、咸美顿、基爾馬諾克、喜百年、拉夫流浪、埃爾聯、克萊德及最終在頂級蘇超退役的聖美倫。

## 生平
早年的美倫於效力咸美顿期間曾兩次獲得蘇格蘭聯賽挑戰盃冠軍。而在效力基爾馬諾克時更獲徵召代表蘇格蘭B隊出戰威爾斯B隊。2002年2月，在領隊阿兰·梅特兰（Allan Maitland）與管理層鬧翻而離隊後，美倫協助克萊德的訓練工作，在阿兰·科纳汉（Alan Kernaghan）於3月1日獲委任為球員兼領隊時，美倫亦獲委為球員兼教練。2003年12月美倫離開克萊德加盟聖美倫。美倫在聖美倫擔任球員兼助理領隊，在2004年1月3日倒戈主場出戰克萊德，憑十二碼入球一度扳平2-2，是加盟聖美倫後首個入球，但最終仍以2-3見負。
2005年2月21日美倫續約兩年。美倫在足球生涯末期中發放餘輝，雖然年事已高，但仍能協助聖美倫升級到蘇超聯賽。2007年5月5日作客對登地聯時，成為蘇超歷來最年長的上陣球員，打破由鴨巴甸名宿禮頓（Jim Leighton）所保持的41歲302日的舊紀錄。更難能可貴的是美倫擔任更體力化的場上角色，而禮頓是一名守門員。
於效力聖美倫期間，美倫再贏取多一面蘇格蘭聯賽挑戰盃冠軍獎牌，而2005/06年球季獲得蘇格蘭甲組聯賽冠軍，升級蘇超聯賽。2006年4月26日美倫同意續簽兩年新約。2008年6月24日美倫宣佈從一隊退役的意願。美倫最後一場為聖美倫上陣是於2008年3月15日對赫斯，創立42歲279日的蘇超最年長的上陣球員紀錄，比舊紀錄多近一年。

## 外部連結
- 足球数据库：Andy Millen的球员统计数据